# FBI (franchise)
Pour les articles homonymes, voir FBI (homonymie).
Production
Diffusion
FBI est une franchise médiatique de séries télévisées américaines créées par Dick Wolf, et diffusée sur CBS, qui se concentrent toutes sur le fonctionnement interne du bureau de New York du FBI.
Au 20 mai 2025, 321 épisodes de la franchise FBI ont été diffusés.

## Aperçu
La franchise de FBI se concentre sur le fonctionnement interne du bureau de New York du Federal Bureau of Investigation (FBI). Cette unité d'élite met à profit tous ses talents, son intelligence et son expertise technique sur les grands dossiers afin de garantir la sécurité de New York et du pays.
Le 9 mai 2022, CBS renouvelle ses séries pour deux autres saisons. Les renouvellements couvrent FBI jusqu'à sa 6e saison ; FBI: Most Wanted jusqu'à sa 5e saison ; FBI: International jusqu'à sa 3e saison ; les différentes saisons débuteront le 22 septembre 2022. 
Le 9 avril 2024, FBI est renouvelée pour trois saisons, lui assurant une présence jusqu'en 2027 avec une 9e saison, et FBI : International et FBI : Most Wanted obtiennent une saison supplémentaire. 
Le 4 mars 2025, CBS annule FBI : International et FBI : Most Wanted. Le 22 avril 2025, CBS commande FBI: CIA,.

### FBI
FBI suit le travail des agents du Federal Bureau of Investigation (FBI) du bureau de New York supervisé par l'agent spécial Jubal Valentine. L'équipe enquête avec ténacité sur des cas tels que le terrorisme, le crime organisé et le contre-espionnage.
L'équipe de Jubal Valentine comprend l'agent spécial Maggie Bell, née dans une famille multi-générationnelle d'application de la loi. Son partenaire l'agent spécial Omar Adom "O. A. "Zidan, un diplômé de West Point à Bushwick, Brooklyn qui a passé deux ans sous couverture pour la DEA avant d'être sélectionné par le FBI. L'équipe comprend également Kristen Chazal, une brillante analyste recruté directement sortis de l'université qui peut reconstituer la situation dans son ensemble plus rapidement que quiconque.
Le 9 avril 2024, la série est renouvelée pour trois saisons supplémentaires soit jusqu'en 2027.
- Créateurs : Dick Wolf et Craig Turk
- Producteur délégué : Dick Wolf, Rick Eid, Joe Halpin, Alex Chapple, Peter Jankowski, Arthur W. Forney, Alec Chorches, Terry Miller, Mike Weiss
- Producteurs : Alec Chorches, Amanda Slater, Rachel Cates, Joe Webb, Greg Plageman, Brian Anthony, Claire Demorest
- Co-producteurs : Jonathan Strauss, Zach Calig, Andy Callahan

### FBI: Most Wanted
FBI: Most Wanted se concentre sur la division du Federal Bureau of Investigation (FBI) du bureau de New York chargée de traquer et de capturer les criminels les plus recherchés du pays, dirigé par Jess LaCroix, un agent vétéran du FBI.
L'épisode de FBI "Chasse à l'homme " sert d'épisode pilote.
Le 4 mars 2025, CBS annule la série après six saisons.
- Créateurs : René Balcer
- Producteur délégué : Dick Wolf, Richard Sweren, Peter Jankowski, René Balcer, Arthur W. Forney, David Hudgins, Wendy West, Ken Girotti, Terry Miller, Dylan McDermott, Paul Cabbad
- Producteurs : Terrell Clegg, Anastasia Puglisi, Elizabeth Rinehart, Thomas Sellitti Jr., D. Dona Le

### FBI: International
FBI: International suit les agents d'élite de la division internationale du FBI basés à Budapest, ils parcourent le monde avec pour mission de protéger les Américains où qu'ils se trouvent,.
Le 4 mars 2025, CBS annule la série après quatre saisons.
- Créateurs : Dick Wolf, Derek Haas (en)
- Producteurs délégués : Dick Wolf, Ernesto Alcalde, Peter Jankowski, Matt Olmstead, Michael Katleman, Derek Haas (en)
- Producteurs : Ernesto Alcalde, Alec Chorches
- Co-producteurs : Jonathan Strauss, Ildikó Kemény, David Minkowski, Roxanne Paredes, Ash Steele, Kevin Moogan, Hussain Pirani

### FBI: CIA
Le 22 avril 2025, CBS commande FBI: CIA,.
- Créateurs : Dick Wolf
- Producteur délégué : Dick Wolf, Nicole Perlman, Peter Jankowski, David Chasteen, Eriq La Salle, David Hudgins

## Séries
| Série              | Saison       | Saison       | Épisode      | Diffusion originale sur CBS | Diffusion originale sur CBS | Nombre moyen de téléspectateurs (millions) | Rang | Statut        |
| Série              | Saison       | Saison       | Épisode      | Première diffusion          | Dernière diffusion          | Nombre moyen de téléspectateurs (millions) | #    | Statut        |
| ------------------ | ------------ | ------------ | ------------ | --------------------------- | --------------------------- | ------------------------------------------ | ---- | ------------- |
| FBI                |              | 1            | 22           | 25 septembre 2018           | 14 mai 2019                 | 12.37                                      | 11   | en production |
| FBI                |              | 2            | 19           | 24 septembre 2019           | 31 mars 2020                | 12.55                                      | 2    | en production |
| FBI                |              | 3            | 15           | 17 novembre 2020            | 25 mai 2021                 | 10.98                                      | 3    | en production |
| FBI                |              | 4            | 21           | 21 septembre 2021           | 17 mai 2022                 | 10.29                                      | 4    | en production |
| FBI                |              | 5            | 23           | 20 septembre 2022           | 23 mai 2023                 | 9.52                                       | 8    | en production |
| FBI                |              | 6            | 13           | 13 février 2024             | 21 mai 2024                 | 8.82                                       | 6    | en production |
| FBI                |              | 7            | 22           | 15 octobre 2025             | 20 mai 2025                 | TBA                                        |      | en production |
| FBI                | Total        | Total        | 135          |                             |                             |                                            |      |               |
| FBI: Most Wanted   | Introduction | Introduction | Introduction | 2 avril 2019                | 2 avril 2019                | 9.08                                       |      | Terminé       |
| FBI: Most Wanted   |              | 1            | 14           | 7 janvier 2020              | 5 mai 2020                  | 10.20                                      | 17   | Terminé       |
| FBI: Most Wanted   |              | 2            | 15           | 17 novembre 2020            | 25 mai 2021                 | 8.83                                       | 14   | Terminé       |
| FBI: Most Wanted   |              | 3            | 22           | 21 septembre 2021           | 24 mai 2022                 | 8.75                                       | 12   | Terminé       |
| FBI: Most Wanted   |              | 4            | 22           | 20 septembre 2022           | 23 mai 2023                 | 8.00                                       | 18   | Terminé       |
| FBI: Most Wanted   |              | 5            | 13           | 13 février 2024             | 21 mai 2024                 | 7.28                                       | 17   | Terminé       |
| FBI: Most Wanted   |              | 6            | 22           | 15 octobre 2025             | 20 mai 2025                 | TBA                                        |      | Terminé       |
| FBI: Most Wanted   | Total        | Total        | 108          |                             |                             |                                            |      |               |
| FBI: International |              | 1            | 21           | 21 septembre 2021           | 24 mai 2022                 | 8.23                                       | 16   | Terminé       |
| FBI: International |              | 2            | 22           | 20 septembre 2022           | 23 mai 2023                 | 7.74                                       | 19   | Terminé       |
| FBI: International |              | 3            | 13           | 13 février 2024             | 21 mai 2024                 | 7.09                                       | 18   | Terminé       |
| FBI: International |              | 4            | 22           | 15 octobre 2025             | 20 mai 2025                 | TBA                                        |      | Terminé       |
| FBI: International | Total        | Total        | 78           |                             |                             |                                            |      |               |
| FBI: CIA           |              | 1            | TBA          | 2025                        | 2026                        | TBA                                        |      | en production |
| FBI: CIA           | Total        | Total        | TBA          |                             |                             |                                            |      |               |

## Personnages principaux
| Séries             | Rôle                     | Total | Franchise | Franchise   | Franchise     | Franchise | Acteur / Actrice       | Année       |
| Séries             | Rôle                     | Total | FBI       | Most Wanted | International | CIA       | Acteur / Actrice       | Année       |
| ------------------ | ------------------------ | ----- | --------- | ----------- | ------------- | --------- | ---------------------- | ----------- |
| FBI                | Maggie Bell              | 92    | Principal | Invité      | Invité        |           | Missy Peregrym         | depuis 2018 |
| FBI                | Omar Adom « OA » Zidan   | 104   | Principal | Invité      | Invité        |           | Zeeko Zaki             | depuis 2018 |
| FBI                | Jubal Valentine          | 106   | Principal | Invité      | Récurrent     |           | Jeremy Sisto           | depuis 2018 |
| FBI                | Kristen Chazal           | 42    | Principal | Invité      |               |           | Ebonée Noel (en)       | 2018 à 2020 |
| FBI                | Dana Mosier              | 21    | Principal |             |               |           | Sela Ward              | 2018 à 2019 |
| FBI                | Isobel Castile           | 93    | Principal | Récurrent   | Invité        |           | Alana de la Garza      | depuis 2019 |
| FBI                | Stuart Scola             | 81    | Principal | Invité      | Invité        |           | John Boyd              | depuis 2019 |
| FBI                | Tiffany Wallace          | 60    | Principal | Invité      |               |           | Katherine Renee Turner | 2020 à 2024 |
| FBI                | Sydney "Syd" Ortiz       | 5     | Principal |             |               |           | Lisette Olivera        | 2024        |
| FBI                |                          |       |           |             |               |           |                        |             |
| FBI: Most Wanted   | Jess LaCroix             | 43    | Invité    | Principal   | Invité        |           | Julian McMahon         | 2019 à 2022 |
| FBI: Most Wanted   | Kenny Crosby             | 30    | Invité    | Principal   | Invité        |           | Kellan Lutz            | 2019 à 2021 |
| FBI: Most Wanted   | Sheryll Barnes           | 108   | Invité    | Principal   |               |           | Roxy Sternberg (en)    | 2019 à 2025 |
| FBI: Most Wanted   | Hana Gibson              | 108   | Invité    | Principal   |               |           | Keisha Castle-Hughes   | 2019 à 2025 |
| FBI: Most Wanted   | Clinton Skye             | 17    | Invité    | Principal   |               |           | Nathaniel Arcand       | 2019 à 2020 |
| FBI: Most Wanted   | Tali Lacroix             | 38    | Invité    | Principal   |               |           | YaYa Gosselin          | 2019 à 2022 |
| FBI: Most Wanted   | Ivan Ortiz               | 30    |           | Principal   |               |           | Miguel Gomez           | 2021 à 2022 |
| FBI: Most Wanted   | Kristin Gaines           | 44    |           | Principal   |               |           | Alexa Davalos          | 2021 à 2025 |
| FBI: Most Wanted   | Remy Scott               | 63    | Invité    | Principal   |               |           | Dylan McDermott        | 2022 à 2025 |
| FBI: Most Wanted   | Ray Cannon               | 57    |           | Principal   |               |           | Edwin Hodge            | 2022 à 2025 |
| FBI: Most Wanted   | Nina Chase               | 36    | Récurrent | Principal   | Invité        |           | Shantel VanSanten      | 2022 à 2025 |
| FBI: Most Wanted   |                          |       |           |             |               |           |                        |             |
| FBI: International | Scott Forrester          | 54    | Invité    | Invité      | Principal     |           | Luke Kleintank         | 2021 à 2024 |
| FBI: International | Jamie Kellett            | 44    | Invité    |             | Principal     |           | Heida Reed             | 2021 à 2024 |
| FBI: International | Andre Raines             | 78    | Invité    |             | Principal     |           | Carter Redwood         | 2021 à 2025 |
| FBI: International | Cameron Vo               | 78    | Invité    |             | Principal     |           | Vinessa Vidotto (en)   | 2021 à 2025 |
| FBI: International | Katrin Jaeger            | 23    |           |             | Principal     |           | Christiane Paul        | 2021 à 2022 |
| FBI: International | Megan "Smitty" Garretson | 57    |           |             | Principal     |           | Eva-Jane Willis (en)   | 2022 à 2025 |
| FBI: International | Amanda Tate              | 35    |           |             | Principal     |           | Christina Wolfe        | 2024 à 2025 |
| FBI: International | Wesley 'Wes' Mitchell    | 22    |           |             | Principal     |           | Jesse Soffer           | 2024 à 2025 |
| FBI: International |                          |       |           |             |               |           |                        |             |
| FBI: CIA           | Hart Hoxton              |       |           |             |               | Principal | Tom Ellis              | depuis 2025 |
| FBI: CIA           |                          |       |           |             |               |           |                        |             |

## Crossovers
Le tableau suivant affiche tous les scénarios de croisement impliquant les séries FBI.
| Séries concernées  | Séries concernées | Séries concernées  | Titres des épisodes | Acteurs faisant une apparition en dehors de leur série | Date de diffusion aux États-Unis | Description |
| Série A            | Série B           | Série C            | Titres des épisodes | Acteurs faisant une apparition en dehors de leur série | Date de diffusion aux États-Unis | Description |
| ------------------ | ----------------- | ------------------ | --- | --- | -------------------------------- | --- |
| FBI                | FBI: Most Wanted  |                    | "Chasse à l'homme" (FBI S01 E18) (Backdoor pilot) | Invités dans la série A : Julian McMahon, Keisha Castle-Hughes, Kellan Lutz, Roxy Sternberg, Nathaniel Arcand, YaYa Gosselin, Alana de la Garza | 2 avril 2019                     | Un homme tue sa famille et s'enfuit. L'équipe fait appel à la division du FBI chargée de traquer et de capturer les criminels les plus recherchés du pays, dirigé par Jess LaCroix. |
| FBI                | FBI: Most Wanted  |                    | "Le Rêve américain" (FBI S02 E18) "Dérive fatale" (FBI: Most Wanted S01 E09)                                                                                   | Invités dans la série A: Julian McMahon, Roxy Sternberg, Kellan Lutz, Keisha Castle-Hughes, YaYa Gosselin Invités dans la série B: Zeeko Zaki, Ebonée Noel (de), Jeremy Sisto, Alana de la Garza, John Boyd | 24 mars 2020                     | L’agent Jess LaCroix et son équipe viennent en aide à O.A. Zidan quand un fugitif que LaCroix avait déjà arrêté il y a quelques années devient le suspect no 1 dans la disparition d’un bus plein d’étudiants. L’affaire s’engage dans une nouvelle direction, tandis que la fille de LaCroix se retrouve dans une situation compliquée avec le gouvernement. |
| FBI                | Chicago P.D.      |                    | "Une erreur de jeunesse" (FBI S02 E19) | Invités dans la série A: Tracy Spiridakos | 31 mars 2020                     | Hailey Upton de Chicago P.D. se rend à New York pour collaborer avec l'agent O.A. Zidan et le reste de ses collègues qui enquête sur un trafic de drogue qui a mal tourné. Ses méthodes vont rapidement s’opposer à celles du FBI. |
| FBI                | FBI: Most Wanted  | FBI: International | "All That Glitters" (FBI S04 E01) "Exposed" (FBI: Most Wanted S03 E01) "Pilot" (FBI: International S01 E01)                                                    | Invités dans la série A: Julian McMahon, Kellan Lutz Invités dans la série B: Missy Peregrym, Zeeko Zaki, Alana de la Garza Invités dans la série C: Missy Peregrym, Zeeko Zaki, Jeremy Sisto, Alana de la Garza, James Chen, Taylor Anthony Miller, Julian McMahon, Kellan Lutz | 21 septembre 2021                | Un homme est assassiné à Budapest, et le tireur ressurgit à New York où il abat une femme, Nicole Wyatt. Le FBI découvre que Wyatt était le souteneur d'un réseau de trafic sexuel de mineurs, ciblant les riches. La fille avec qui elle était avant d'être assassinée, Julia Walcott, est portée disparue, mais réapparaît plus tard avant d'être kidnappée par le tireur. Kenny Crosby de l'équipe Most Wanted Criminals rejoint Maggie Bell et O.A. Zidan pour éliminer le kidnappeur, l'ancien vétéran Curt Williams, mais est gravement blessé. Williams identifie Nathan Tate comme le coupable, mais il est abattu et jeté de son immeuble de bureaux avant que le FBI ne puisse l'arrêter. |
| FBI: International | FBI               | FBI: Most Wanted   | "Imminent Threat - Part One" (FBI: International S02 E16) "Imminent Threat - Part Two" (FBI S05 E17) "Imminent Threat – Part Three" (FBI: Most Wanted S04 E16) | Invités dans la série A: Jeremy Sisto, Shantel VanSanten, Alana De La Garza, John Boyd Invités dans la série B: Dylan McDermott, Luke Kleintank, Heida Reed, Carter Redwood, Vinessa Vidotto, Roxy Sternberg, Keisha Castle-Hughes Invités dans la série C: Luke Kleintank, Missy Peregrym, Zeeko Zaki, Jeremy Sisto, Alana De La Garza, John Boyd, Katherine Renee Kane, Shantel VanSanten | 4 avril 2023                     | |